# هنر ایران باستان
هنر ایران باستان به هنر ایرانی تا ظهور اسلام می‌پردازد.

## دورهٔ پارینه‌سنگی
از دورهٔ پارینه‌سنگی نجد ایران، در کاوش غار پبده (کوه‌های بختیاری، شمال شرقی شوشتر) ابزارها و سلاح‌هایی از سنگ ناصاف (چکش، پیکان، تیغه و تبر سنگی)، و در نواحی «همیان» و «میر ملاس» و «دوشه» از توابع لرستان، تصاویر جانوران و آدمیان منقوش بر صخره‌های قائم به رنگ‌های سیاه و زرد و سرخ یافت شده‌است که پیشینهٔ آن‌ها به حدود ۱۵ هزار سال پیش از میلا مسیح می‌رسد. صاحبان این آثار از راه شکار دسته‌جمعی و صید ماهی و گردآوری ریشه و گیاهان غذای خود را به دست می‌آوردند.

## دورهٔ نوسنگی
دورهٔ نوسنگی ایران از میانهٔ هزاره هفتم پیش از میلاد آغاز شد و آثار بر جای مانده از آن، عمدتاً ابزارهایی ساخته از سنگ صیقل خورده‌اند. جامعهٔ آن روز از دسته مردمان یا طایفه‌هایی تشکیل می‌یافت که در دشتی حاصل‌خیز اقامت گزیده و از راه کشاورزی و دامداری معیشت خود را تأمین می‌کردند. اما دربارهٔ این دوران کهن، یافته و مدارک ناقص، و دیدگاه‌ها در شناخت اقوام یا نژادهایی که در نجد ایران می‌زیسته‌اند بسیار مبهم است.

## دورهٔ مس و خاک
هزارهٔ پنجم تا سوم پیش از میلاد در سرزمین ایران به دورهٔ «مس و خاک» شناخته شده‌است. مس در ساختن پاره‌ای ابزار و اشیا به کار رفت، گرچه ابزارهای سنگی نیز هنوز کاربرد داشت. سفال‌گری منقوش و مهرهای کنده‌کاری شده با نشانه‌ها و اشکال هندسی و تصاویر رواج یافت. در پایان هزارهٔ چهارم پیش از میلاد، قومی شناخته شده و دارای تمدنی پیشرفته با نام تاریخی «ایلامیان»، کشور ایلام را در جنوب غربی خاک ایران، شامل خوزستان و بخشی از ایالت‌های فارس کنونی (ناحیهٔ انشان یا انزان باستان) و نیز بخش جنوبی زمین‌های پست دو رود دجله و فرات، تأسیس کردند که پایتختش شهر «شوش» بود - اگرچه حدود و مرزهای کشور ایلام به درستی شناخته نشده‌است.
سفالینه‌های نخودی رنگ کشف شده در کاوش‌گاه شوش که به زیبایی و ظرافت در جهان مشهور شده‌اند، نمایان‌گر صنعت پیشرفتهٔ سفال‌گری آن سامانند. از همان اواسط هزارهٔ پنجم در بخش‌های مرکزی و شمال شرقی ایران نیز تمدن‌هایی پدید آمدند که مهم‌ترینشان از جهت مقدار یافته‌های باستانی عبارت‌اند از: تمدن سیلک که تپه‌ای است نزدیک کاشان، و آثار کشف شده در ژرف‌ترین لایهٔ آن نمایان‌گر معیشت ابتدایی جامعه‌ای کشاورز است؛ دیگر، تمدن «چشمه علی» کشف شده در جنوب شرقی تهران که از کاوش آن ابزارهای سنگی و استخوانی خوش ساخت و سفالینه‌های پیشرفته با نقوش زیبا به دست آمده‌است، دیگر تمدن «تپه‌حصار» در نزدیکی شهر «دامغان» که متعلق به هزارهٔ سوم پیش از میلاد بوده و در کاوش‌های آن، علاوه بر ظرف‌های سنگی و سفالی، اشیاء فلزی نیز به دست آمده‌است. باز مرکز تمدنی دیگر از روی یافته‌هایی در استرآباد (گرگان) و در نواحی گوناگون «دشت قزوین» متعلق به آن دوره شناسایی شده‌اند. اما پدیدهٔ بسیار مهم هزارهٔ سوم در ناحیهٔ جنوب غربی ایران، اختراع خط میخی به دست ایلامیان بوده‌است.

## عصر برنز
عصر برنز با اختراع و به‌کارگیری همبستهٔ مس و قلع (به نسبت ۹ جزء از اولی و یک جزء از دومی) در اوایل هزارهٔ دوم پیش از میلاد آغاز شد. در میان هزارهٔ دوم دسته‌هایی از یک نژاد سپیدپوست هندواروپایی از دو سمت شرق و غرب دریای خزر، یعنی یک از ناحیهٔ دو رودخانهٔ آمودریا و سیردریا (جیهون و سیحون، شمال شرقی خاک ایران)، و دیگری از راه کوه‌های قفقاز (شمال غربی ایران) به درون نجد ایران روی آوردند. شاخه‌ای که از مشرق دریای خزر آمد به نام هندوایرانی خوانده شده‌است، که گروهی از آن‌ها به درهٔ سند سرازیر شدند (حدود ۱۵۰۰ پیش از میلاد مسیح) و گروه دیگرشان که وارد ایران شدند در «استرآباد» (گرگان امروزی) سکونت گزیدند؛ و از میان ایشان بود که زرتشت - به‌عنوان اولین کسی که دربارهٔ فلسفهٔ نیک و بد اندیشید - و آیینش برخاست (حدود سدهٔ هشتم پیش از میلاد). آن‌ها که از راه قفقاز به داخل ایران نفوذ یافتند، متشکل از دو قبیلهٔ مهم «مادها» و «پارس‌ها» بودند، که اولی در مرکز و شمال غربی ایران (حدود سپاهان (اصفهان امروزی) و هگمتانه (همدان امروزی) و کردستان تا آذرآبادگان (آذربایجان امروزی) و دومی کمی پیش‌تر در جنوب و جنوب غربی ایران (بخشی از کرمان و پارس (فارس امروزی) و خوزستان) مستقر شدند. پادشاهی ماد به سال ۷۰۸ پیش از میلاد تأسیس گردید و پایتختش هگمتانه یا همدان امروزین بود و بیش از یک قرن و نیم پایدار ماند و دولت نیرومند «آشور» را در ۶۰۵ پیش از میلاد منقرض کرد و کشور خود را تا بخشی از آسیای صغیر گسترش داد. پارس‌ها اندک زمانی بعد، پادشاهی هخامنشی را در خطهٔ جنوبی ایران بنیان نهادند که در ۵۵۰ پیش از میلاد کشور ماد را چیرهٔ خویش ساخت و با پیروزی‌هایی بیشتر، امپراتوری بزرگ هخامنشی را از درهٔ سند و فلات پامیر تا خاک سوریه و مصر و یونان، بنا کرد.

## دورهٔ آهن
حدود سدهٔ ۱۲ پیش از میلاد مسیح، «آهن» به کار کشیده شد و «دورهٔ آهن» در ایران پدید آمد. در لرستان که نزدیک به مرکز شوش و متأثر از فرهنگ و هنر ایلام (عیلام) بود، تمدنی پای گرفت که در مفرغگری و آهن‌کاری پیشرفت بی‌سابقه یافت.

## دورهٔ مانایی
حدود قرن هشتم پیش از میلاد در ناحیهٔ غرب دریاچهٔ ارومیه، که در دورهٔ باستانی «مانایی» خوانده می‌شده، و نیز در «حسنلو» که جایگاه کاوش‌های تازه‌تری واقع گشته، تمدن مانایی صاحب هنری آمیخته از ویژگی‌های محلی با عناصر آشوری در مغرب و «اورارتو» در شمال (کشوری باستانی در بخش‌های آسیای کوچک و پیرامون دریاچهٔ وان و ارمنستان) وجود داشته‌است.
کاوش‌هایی که در سال ۱۹۴۷ در «زیویهٔ» آذربایجان به عمل آمد، گنجینه‌ای از اشیاء زرین و مفرغی و عاجی را از دل خاک بیرون افکند که همه متعلق به حدود قرن هفتم پیش از میلاد شناخته شدند.

## دورهٔ هخامنشی
در سال ۶۴۵ پیش از میلاد، آشوربانی‌پال، فرماندهٔ نیرومند آشور، بر دولت آشور چیره گشت و در نتیجه زمینه برای نیرو گرفتن دولت هخامنشی فراهم آمد. در ۵۵۹ پیش از میلاد، کوروش بزرگ از آسیای کوچک تا خلیج پارس را چیرهٔ خود کرد و دو کشور آشور و بابل (نو) را به امپراتوری هخامنشی پیوست کرد. اندک بر جای مانده‌های کاخ کوروش در «پاسارگاد» نمایانگر آن است که وی مهرازی باشکوه و تزئینات گوناگون گرفته شده از هنر اورارتو و آشور و بابل را پسندیده و به رسمیت شناخته، از آن جهت که می‌خواسته‌است امپراتوری‌اش وارث بر حق آن هر سه تمدن شناخته شود.
داریوش بزرگ و سپس خشایارشاه بزرگ، با پربا ساختن مجموعه کاخ‌های شکوهمند پارسه (تخت جمشید)، آرزوی کوروش بزرگ را جامهٔ عمل پوشانیدند. از جهت نقشهٔ کف یا پلان، مجموعهٔ گستردهٔ پارسه با همانندهایش در آشور و بابل تفاوت داشت، بدین معنی که عنصر اصلی آن را تالار بار عامی بسیار بزرگ به‌نام «آپادانا» تشکیل می‌داد.